# Ейтенз (Вісконсин)
Ейтенз (англ. Athens) — селище (англ. village) в США, в окрузі Марафон штату Вісконсин. Населення — 1059 осіб (2020).

## Географія
Ейтенз розташований за координатами 45°2′5″ пн. ш. 90°4′45″ зх. д. / 45.03472° пн. ш. 90.07917° зх. д. (45.034656, -90.079103).  За даними Бюро перепису населення США в 2010 році селище мало площу 6,37 км², уся площа — суходіл.

## Демографія
Згідно з переписом 2010 року, у селищі мешкало 1105 осіб у 471 домогосподарстві у складі 298 родин. Густота населення становила 173 особи/км².  Було 503 помешкання (79/км²).
Расовий склад населення:
| - 96,2 % — білих - 0,2 % — корінних американців - 0,2 % — чорних або афроамериканців - 0,2 % — азіатів - 2,4 % — осіб інших рас |

До двох чи більше рас належало 0,8 %. Частка іспаномовних становила 4,9 % від усіх жителів.
За віковим діапазоном населення розподілялося таким чином: 24,7 % — особи молодші 18 років, 57,6 % — особи у віці 18—64 років, 17,7 % — особи у віці 65 років та старші. Медіана віку мешканця становила 39,5 року. На 100 осіб жіночої статі у селищі припадало 104,3 чоловіків;  на 100 жінок у віці від 18 років та старших — 100,5 чоловіків також старших 18 років.
Середній дохід на одне домашнє господарство  становив 56 134 долари США (медіана — 41 900), а середній дохід на одну сім'ю — 63 773 долари (медіана — 51 719). Медіана доходів становила 40 694 долари для чоловіків та 31 979 доларів для жінок. За межею бідності перебувало 7,2 % осіб, у тому числі 8,9 % дітей у віці до 18 років та 6,4 % осіб у віці 65 років та старших.
Цивільне працевлаштоване населення становило 501 особа. Основні галузі зайнятості: виробництво — 25,0 %, освіта, охорона здоров'я та соціальна допомога — 20,0 %, роздрібна торгівля — 9,8 %, будівництво — 9,6 %.